# Manuel Bosboom
Manuel Bosboom (24 gennaio 1963) è uno scacchista olandese.
Ha ottenuto il titolo di Maestro Internazionale nel 1990.
Bosboom è particolarmente forte nel gioco blitz, in cui si ha un tempo di riflessione di cinque minuti o meno. Nel 1999, dopo il torneo di Wijk aan Zee, ha vinto una partita blitz contro l'allora campione del mondo Garri Kasparov.
È noto per il suo stile di gioco originale, sempre rivolto all'attacco. Nel suo paese è chiamato a volte il "mago di Zaanse", con riferimento alla località di Zaanse Schans. Frequenta spesso il club di scacchi En Passant di Bunschoten.
Il Maestro internazionale Merijn van Delft ha pubblicato un libro su di lui: Chess Buccaneer, The Life and Games of Manuel Bosboom, ed. New In Chess, 2021.

## Principali risultati
- Nel 1984 ha vinto per la prima volta l'open Blast Chess Tournament di Amstelveen, che ha vinto per la 18ª volta nel 2010.[2]
- Nel 2004 è stato terzo con Friso Nijboer nell'open di Apeldoorn, con 159 partecipanti.
- In febbraio 2005 è stato secondo nel campionato blitz della regione di Zaan, vinto da Bruno Carlier.
- In giugno 2005 è stato 1°-3° con Artur Yusupov e Daniël Stellwagen nel torneo blitz di Apeldoorn.
- Nel 2011 ha vinto il torneo rapid "Vijftiende OGD" di Delft, ripetendo la vittoria l'anno successivo.[3]
- Nel 2019 è stato pari primo con Casper Schoppen nel campionato olandese open di Dieren (secondo dopo gli spareggi rapid).

Ha raggiunto il più alto rating FIDE in aprile 2008, con 2471 punti Elo.